# Billy's Hollywood Screen Kiss
Billy's Hollywood Screen Kiss je americký hraný film z roku 1998, který režíroval Tommy O'Haver podle vlastního scénáře. Snímek měl světovou premiéru na filmovém festivalu Sundance v lednu 1998.

## Děj
Billy je začínající umělecký fotograf, který rád fotí na starý polaroid. V Los Angeles se mu zatím nedaří, ale rád by prorazil se projektem, že zachytí nejslavnější filmové polibky. K tomu nutně potřebuje sehnat modely. Jednoho dne potká Gabriela, kterému nabídne modeling. Gabriel pracuje jako číšník a jeho nabídku přijme. Díky Billymu se seznámí se slavným fotografem Rexem Websterem, který mu nabídne, aby se stal profesionálním modelem. Billy se do Gabriela zamiloval a začne žárlit. Když se potkají na party, kterou přádá Rex Webster, Gabriel mu sdělí, že si vybral někoho jiného.

## Obsazení
| Sean Hayes             | Billy Collier |
| Brad Rowe              | Gabriel       |
| Richard Ganoung        | Perry         |
| Meredith Scott Lynn    | Georgiana     |
| Matthew Ashford        | Whitey        |
| Armando Valdes-Kennedy | Fernando      |
| Paul Bartel            | Rex Webster   |
| Carmine Giovinazzo     | Gundy         |
| Holly Woodlawn         | Holly         |